# Волентич, Мирослав
Мирослав Волентич (словац. Miroslav Volentics; род. 24 сентября 1985) — словацкий гандболист, выступающий за немецкий клуб ГК Ветцлар и за сборную Словакии.

## Карьера

#### Клубная
Мирослав Волентич играл в словацком клубе ГК Братислава до 2015 года. В 2015 году Мирослав Волентич перешёл в клуб второй бундеслиги TuS Ferndorf. В 2017 году Волентич перешёл в немецкий клуб Ветцлар

#### Международная
Мирослав Волентич выступал за сборную Словакии

## Статистика
Статистика Мирослава Волентича в сезоне 2017/18 указана на 5.6.2018
| Сезон   | Клуб    | Лига       | Матчи | Голы   | Голы   | Голы  |
| Сезон   | Клуб    | Лига       | Матчи | С игры | 7-метр | Всего |
| ------- | ------- | ---------- | ----- | ------ | ------ | ----- |
| 2017/18 | Ветцлар | Бундеслига | 12    | 7      | 0      | 7     |